# Kazuo Onoda
Kazuo Onoda (Japans: 虎彦 宮畑 , Onoda Kazuo) (Imai (Prefectuur Shizuoka), 28 november 1900 - 21 februari 1983) was een Japans zwemmer.
Kazuo Onoda nam eenmaal deel aan de Olympische Spelen; in 1924. In 1924 nam hij deel aan het onderdeel 4x200 meter vrije slag. Hij maakte deel uit van het team dat als vierde eindigde. Verder nam hij zonder succes deel aan de onderdelen 100 meter vrije slag en 1500 meter vrije slag.
Torahiko Miyahata · 
Kazuo Noda · 
Kazuo Onoda · 
Katsuo Takaishi